# Johnny Herrera
Johnny Cristian Herrera Muñoz, född 5 september 1981, är en chilensk fotbollsmålvakt som sedan 2011 spelar för CF Universidad de Chile, moderklubben där han tidigare slog igenom och fick sitt genombrott.
Herrera debuterade i landslaget 2002 och spelade två landskamper tills han slutade i landslaget 2005.